# Samsung Galaxy E7
Samsung Galaxy E7 — Android-смартфон среднего класса, выпущенный компанией Samsung Electronics. Он был выпущен в январе 2015 года и снят с производства в ноябре 2016 года.
Samsung Galaxy E7 оснащен 13-мегапиксельной задней камерой со светодиодной вспышкой и 5-мегапиксельной фронтальной камерой.

## Спецификации[3]

### Оборудование
Телефон оснащен чипсетом Snapdragon 410 от Qualcomm, который включает процессор с частотой 1,2 ГГц, графический процессор Adreno 306 и 2 ГБ оперативной памяти, а также 16 ГБ встроенной памяти. Он также оснащен литий-ионным аккумулятором емкостью 2950 мАч. Samsung Galaxy E7 имеет 5,5-дюймовый HD Super AMOLED дисплей, а также оснащен 13 МП задней камерой и 5 МП фронтальной камерой. Он оснащен двумя слотами Nano-SIM, один из которых также служит слотом для microSD.

### Программное обеспечение
Этот телефон был официально выпущен с Android 4.4.4 "KitKat". Он также может быть обновлен до Android 5.1.1 "Lollipop".